# Sebastian Musielak
Sebastian Musielak (ur. w 1970) – polski tłumacz literatury fińskiej i anglojęzycznej, wydawca.
Absolwent filologii fińskiej na Uniwersytecie im. Adama Mickiewicza w Poznaniu. Jako tłumacz literatury anglojęzycznej zadebiutował w 1996, natomiast jego pierwszy przekład z fińskiego ukazał się w 2004 roku. Na polski przetłumaczył m.in. powieści Leeny Lehtolainen, Miki Waltariego i Sofi Oksanen.
W 2017 roku otrzymał nagrodę fińskiego ministerstwa kultury i oświaty dla tłumacza literatury fińskiej. W 2023 roku jego przekład książki Polowanie na małego szczupaka autorstwa Juahniego Karila (wyd. Marpress, 2022) został nominowany do Nagrody Prezydenta Miasta Gdańska za Twórczość Translatorską im. Boya-Żeleńskiego.
W latach 2015–2018 prowadził również oficynę wydawniczą Wolny Tor.
W 2023 roku został laureatem nagrody dla najlepszego tłumacza w kategorii Hall of Fame, przyznawanej przez Europejskie Stowarzyszenie Science-Fiction – EuropeanScience-Fiction Society (ESFS). W tym samym roku był nominowany do Nagrody im. Tadeusza Boya-Żeleńskiego za przekład powieści Polowanie na małego szczupaka Juhaniego Karili (Marpress 2021).
Należy do Stowarzyszenia Tłumaczy Literatury. 

## Przekłady literatury fińskiej
- Leena Lehtolainen, Kobieta ze śniegu. Gdańsk: Wydawnictwo Słowo/obraz Terytoria, 2004. ISBN 83-89405-12-1
- Johanna Sinisalo, Nie przed zachodem Słońca. Gdańsk: Wydawnictwo Słowo/obraz Terytoria, 2005. ISBN 83-7453-710-8
- Leena Lander, Niech się rozpęta burza, Gdańsk: Wydawnictwo Słowo/obraz Terytoria, 2007. ISBN 978-83-7453-825-1
- Daniel Katz, Kobieta pułkownika. Wołowiec: Wydawnictwo Czarne, 2007. ISBN 978-83-7536-013-4
- Sofi Oksanen, Oczyszczenie. Warszawa: Świat Książki, 2010. ISBN 978-83-247-1535-0
- Leena Parkkinen, Ty pierwszy, Max. Warszawa: Świat Książki, 2011. ISBN 978-83-247-2260-0
- Anja Snellman, Dziewczynki ze świata maskotek. Warszawa: Świat Książki, 2011. ISBN 978-83-247-1929-7
- Mika Waltari, Kto zabił Panią Skrof?, Kraków: Wydawnictwo Literackie, 2011. ISBN 978-83-08-04711-8
- Mika Waltari, Błąd komisarza Palmu. Kraków: Wydawnictwo Literackie, 2011. ISBN 978-83-08-04785-9
- Mika Waltari, Tak mówią gwiazdy, panie komisarzu. Kraków: Wydawnictwo Literackie, 2012. ISBN 978-83-08-04883-2
- Matti Rönkä, Dobry brat, zły brat, Wołowiec: Wydawnictwo Czarne, 2011. ISBN 978-83-7536-256-5
- Matti Rönkä, Mężczyzna o twarzy mordercy. Wołowiec: Wydawnictwo Czarne, 2011. ISBN 978-83-7536-233-6
- Leena Lehtolainen, Na złym tropie. Poznań: Dom Wydawniczy Rebis, 2012. ISBN 978-83-7510-795-1
- Leena Lehtolainen, Gdzie się podziały dziewczęta. Poznań: Dom Wydawniczy Rebis, 2013. ISBN 978-83-7510-794-4
- Anja Snellman, Bogowie na balkonie. Warszawa: Świat Książki, 2013. ISBN 978-83-7799-243-2
- Johanna Sinisalo, Krew aniołów. Warszawa: Wydawnictwo W.A.B. – Grupa Wydawnicza Foksal, 2015. ISBN 978-83-280-1495-4
- Sofi Oksanen, Gdy zniknęły gołębie. Wołowiec: Wydawnictwo Czarne, 2015. ISBN 978-83-8049-071-0
- Tommi Kinnunen, Cztery Drogi. Warszawa: Wydawnictwo W.A.B. – Grupa Wydawnicza Foksal, 2015. 9788328021198
- Jussi Valtonen, Nie wiedzą, co czynią. Warszawa: Wydawnictwo W.A.B. – Grupa Wydawnicza Foksal, 2017. ISBN 978-83-280-2124-2
- Arto Paasilinna, Rok zająca. Warszawa: Książkowe Klimaty 2020. ISBN 978-83-66505-13-1
- Pajtim Statovci, Przejście. Warszawa: Wydawnictwo Pauza 2020. ISBN 978-83-957030-2-7
- Juhani Karila, Polowanie na małego szczupaka, Gdańsk: Marpress 2021, ISBN 978-83-7528-218-4
- Laura Lindstedt, Oneiron, Poznań: Wydawnictwo Poznańskie 2021, ISBN 978-83-6683-900-7
- Riku Korhonen, Powieść lekarska, Gdańsk: Marpress 2021, ISBN 978-83-7528-270-2